# Pusztacsó
Pusztacsó là một thị trấn thuộc hạt Vas, Hungary. Thị trấn này có diện tích 7,26 km², dân số năm 2010 là 166 người, mật độ 23 người/km².